# Saxifraga melzeri
Saxifraga melzeri är en stenbräckeväxtart som beskrevs av Köckinger. Saxifraga melzeri ingår i Bräckesläktet som ingår i familjen stenbräckeväxter. Inga underarter finns listade i Catalogue of Life.